# 武内夏暉
武内 夏暉（たけうち なつき、2001年7月21日 - ）は、福岡県北九州市八幡西区出身のプロ野球選手（投手）。左投左打。埼玉西武ライオンズ所属。

## 経歴

### プロ入り前

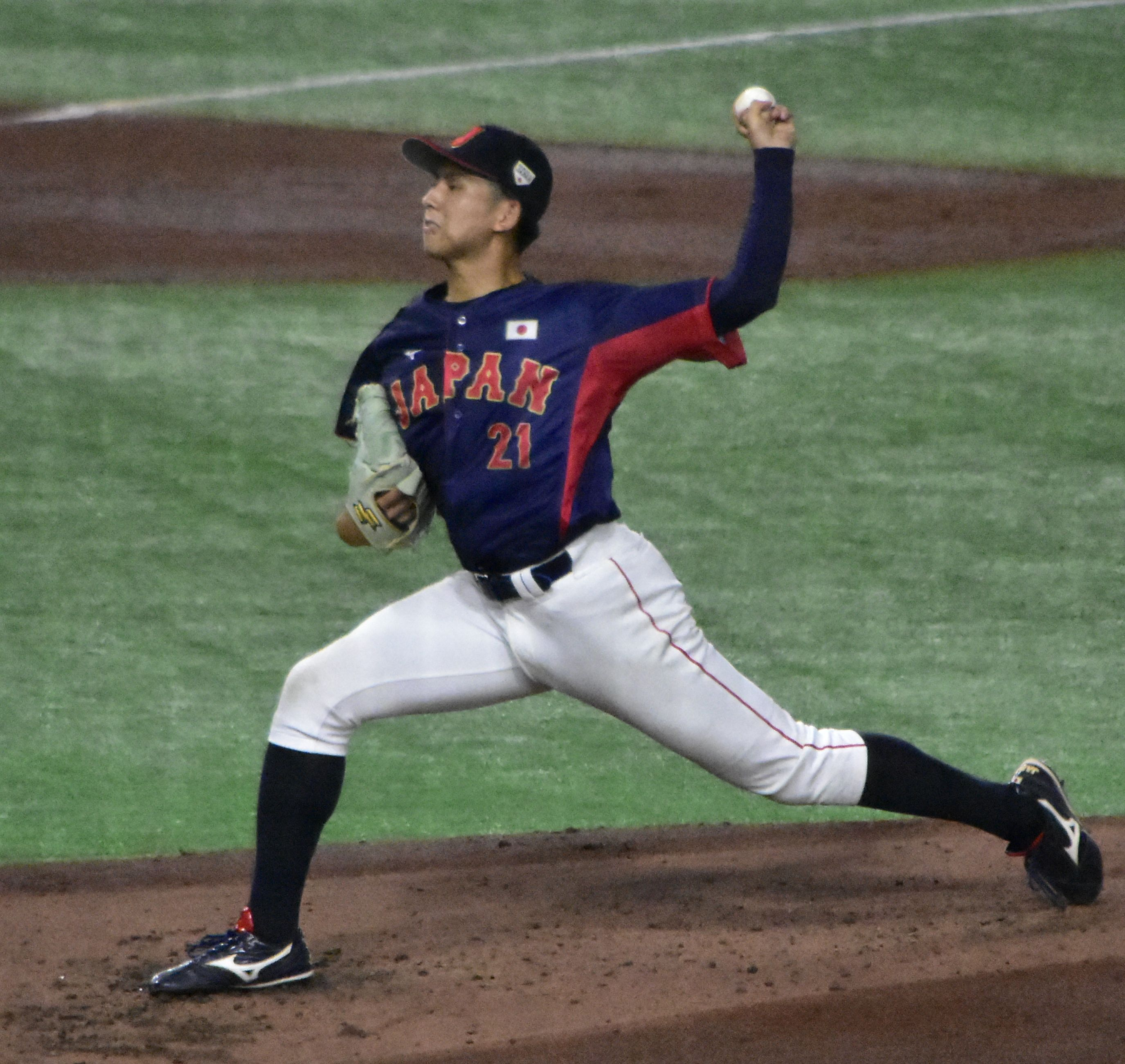
侍ジャパンU-18壮行試合にて
（2023年8月28日 東京ドーム）

北九州市立折尾東小学校で3年生の時に東筑ファイターズで野球を始める。当時のチームメイトには武藤敦貴がいた。折尾愛真中学校では軟式野球部に所属していた。
福岡県立八幡南高等学校に進学し、1年秋から一塁手でベンチ入り。2年春から投手に転向し、同年秋からエースを務めた。高校時代は甲子園大会への出場はなく、3年夏は福岡大会3回戦で敗退した。
高校卒業後は國學院大學に進学。2年秋に出場した明治神宮野球大会にて、九州産業大学との2回戦で公式戦初先発登板すると、8回二死までパーフェクトに抑える好投で無四球完封勝利を記録し、注目を集めた。3年秋のリーグ戦では4勝0敗、防御率0.68を記録して優勝に貢献し、MVPを受賞した。4年時の2023年には日米大学野球選手権大会の日本代表に選出された。
2023年9月13日にプロ志望届を提出すると、ドラフト会議前の10月24日に埼玉西武ライオンズ、25日に福岡ソフトバンクホークスが1位指名を公表。迎えた26日のドラフト会議では公表通りの両球団と東京ヤクルトスワローズの合計3球団から1位指名を受け、抽選の結果西武が交渉権を獲得した。11月16日に契約金1億円プラス出来高払い5000万円、年俸1600万円で仮契約を結んだ（金額は推定）。背番号は18も候補として提示されたが、21を選択した。担当スカウトは十亀剣。

### 西武時代
2024年は春季キャンプをA班でスタートし、オープン戦では2試合に登板。開幕ローテーション入りを果たし、開幕5試合目のオリックス・バファローズ戦でプロ初登板初先発となり、7回1安打2四球7奪三振無失点の好投でプロ初勝利を挙げた。続く4月10日の千葉ロッテマリーンズ戦でも勝敗こそ付かなかったが、7回2失点と好投。ただ、週5試合が続く変則日程に加え、右肩の張りで出遅れていた髙橋光成が復帰するチーム事情があり、武内は翌11日に出場選手登録を抹消された。4月24日のオリックス戦に先発して以降は先発ローテーションの一角を担い、5月19日の福岡ソフトバンクホークス戦では完封をかけ、志願して9回裏のマウンドに上がったが、投球練習時に左もも裏を攣り、先頭打者に安打を許した直後に牽制球を投じたところで緊急降板。後を受けたアルバート・アブレイユが逆転サヨナラを許し、武内は8回0/3を1失点で勝敗は付かなかった。翌20日に登板間隔を空ける目的で出場選手登録を抹消されたものの、5月30日の中日ドラゴンズ戦に先発し、6回途中無失点で無傷のシーズン4勝目。5月は4試合の先発登板でリーグトップタイの3勝（0敗）、リーグトップの防御率0.63と好成績を収め、自身初の月間MVPを受賞した。ただ、6月3日の練習後に発熱し、新型コロナウイルス感染が確認されたため、翌4日にNPB感染症特例で登録抹消となり、6月19日の二軍戦で実戦復帰。同26日の北海道日本ハムファイターズ戦で一軍復帰を果たすと、7月4日のソフトバンク戦では8回無失点と好投し、開幕から無傷の5連勝を記録した。ただ、同12日の東北楽天ゴールデンイーグルス戦では2-2とチームが同点に追いついた直後の7回裏、先頭打者の浅村栄斗に決勝のソロ本塁打を被弾し、7回3失点でプロ初黒星を喫した。後半戦は登録抹消されることなく先発ローテーションを回ったが、8月は2試合連続6失点があったなど月間防御率4.88、9月8日のソフトバンク戦で自身4連敗と苦戦が続いた。ただ、続く同16日のロッテ戦では8回無死まで完全投球を続け、9回3安打1四球6奪三振無失点の好投でプロ初完投初完封勝利。ルーキーイヤーは一軍で規定投球回に到達し、21試合の先発登板で10勝6敗・防御率2.17と好成績を収め、新人王を受賞した。オフに2900万円増となる推定年俸4500万円で契約を更改した。
2025年1月の自主トレ期間に、左肘内側側副靭帯の不全損傷と診断された。

## 選手としての特徴
| 球種           | 配分 % | 平均球速 km/h | 被打率 |
| -------------- | ------ | ------------- | ------ |
| ストレート     | 46.5   | 145.8         | .235   |
| ツーシーム     | 20.8   | 137.9         | .205   |
| カーブ         | 13.7   | 117.8         | .226   |
| チェンジアップ | 11.1   | 128.6         | .222   |
| スライダー     | 07.8   | 129.1         | .226   |
| カットボール   | 00.2   | 136.0         | .333   |

持ち球は最速154km/hのストレート、2種類のツーシーム、カーブ、チェンジアップ、スライダー、フォーク、カットボール。本人が「自分の強みはコントロール。特に左打者のインコースへの制球は負けない」と話した左打者の内角を突けるコントロールが最大の武器である左腕。
テイクバックで左腕が見えなくなるという、タイミングを取りづらい投球フォームから多彩な球種をコントロールよく投げ込み、打者を打ち取る投球スタイルである。
牽制については「大学の時から得意でした」と本人は語り、2024年シーズン（ルーキーイヤー）では両リーグ最多となる5牽制刺を記録した。

## 人物
福岡県出身で幼少期から福岡ソフトバンクホークスのファンで、野球を始めた小学3年時から大学進学で上京するまでの約10年間ファンクラブに入会していた。憧れの選手は和田毅。
自身のルックスについては、本人は「俳優の賀来賢人に似ている」「城田優さんにも似ている」と話していたが、先輩の髙橋光成から「有名な俳優とかにいくと怒られるから、クッパJr.のほうがいいぞ」と言われ、本人も「自分でも写真と合わせたら確かに似てる、となって。浸透させたいですね」と話している。

## 詳細情報

### 年度別投手成績
| 年 度     | 球 団     | 登 板 | 先 発 | 完 投 | 完 封 | 無 四 球 | 勝 利 | 敗 戦 | セ 丨 ブ | ホ 丨 ル ド | 勝 率 | 打 者 | 投 球 回 | 被 安 打 | 被 本 塁 打 | 与 四 球 | 敬 遠 | 与 死 球 | 奪 三 振 | 暴 投 | ボ 丨 ク | 失 点 | 自 責 点 | 防 御 率 | W H I P |
| --------- | --------- | ----- | ----- | ----- | ----- | -------- | ----- | ----- | -------- | ----------- | ----- | ----- | -------- | -------- | ----------- | -------- | ----- | -------- | -------- | ----- | -------- | ----- | -------- | -------- | ------- |
| 2024      | 西武      | 21    | 21    | 1     | 1     | 0        | 10    | 6     | 0        | 0           | .625  | 568   | 145.1    | 120      | 6           | 22       | 0     | 3        | 107      | 2     | 2        | 39    | 35       | 2.17     | 0.98    |
| 通算：1年 | 通算：1年 | 21    | 21    | 1     | 1     | 0        | 10    | 6     | 0        | 0           | .625  | 568   | 145.1    | 120      | 6           | 22       | 0     | 3        | 107      | 2     | 2        | 39    | 35       | 2.17     | 0.98    |

- 2024年度シーズン終了時
- 各年度の太字はリーグ最高

### 年度別守備成績
| 年 度 | 球 団 | 投手  | 投手  | 投手  | 投手  | 投手  | 投手     |
| 年 度 | 球 団 | 試 合 | 刺 殺 | 補 殺 | 失 策 | 併 殺 | 守 備 率 |
| ----- | ----- | ----- | ----- | ----- | ----- | ----- | -------- |
| 2024  | 西武  | 21    | 4     | 25    | 2     | 1     | .935     |
| 通算  | 通算  | 21    | 4     | 25    | 2     | 1     | .935     |

- 2024年度シーズン終了時

### 表彰
- 新人王（2024年）
- 月間MVP：1回（投手部門：2024年5月[30]）

### 記録
初記録
投手記録
- 初登板・初先発登板・初勝利・初先発勝利：2024年4月3日、対オリックス・バファローズ2回戦（ベルーナドーム）、7回無失点（被安打1、奪三振7、四球2）[19]
- 初奪三振：同上、1回表に杉本裕太郎から見逃し三振[61]
- 初完投・初完投勝利・初完封勝利：2024年9月16日、対千葉ロッテマリーンズ21回戦（ベルーナドーム）、9回無失点（被安打3、奪三振6、四球1）[42]

打撃記録
- 初打席：2024年5月30日、対中日ドラゴンズ3回戦（バンテリンドーム ナゴヤ）、2回表に柳裕也から見逃し三振
- 初打点：2025年6月22日、対読売ジャイアンツ3回戦（東京ドーム）、2回表に戸郷翔征から右犠飛[62]

### 背番号
- 21（2024年[13] - ）

### 登場曲
- 「仲間」ケツメイシ（2024年 - ）

### 代表歴
- 2023年 第44回日米大学野球選手権大会 日本代表